# Erholung

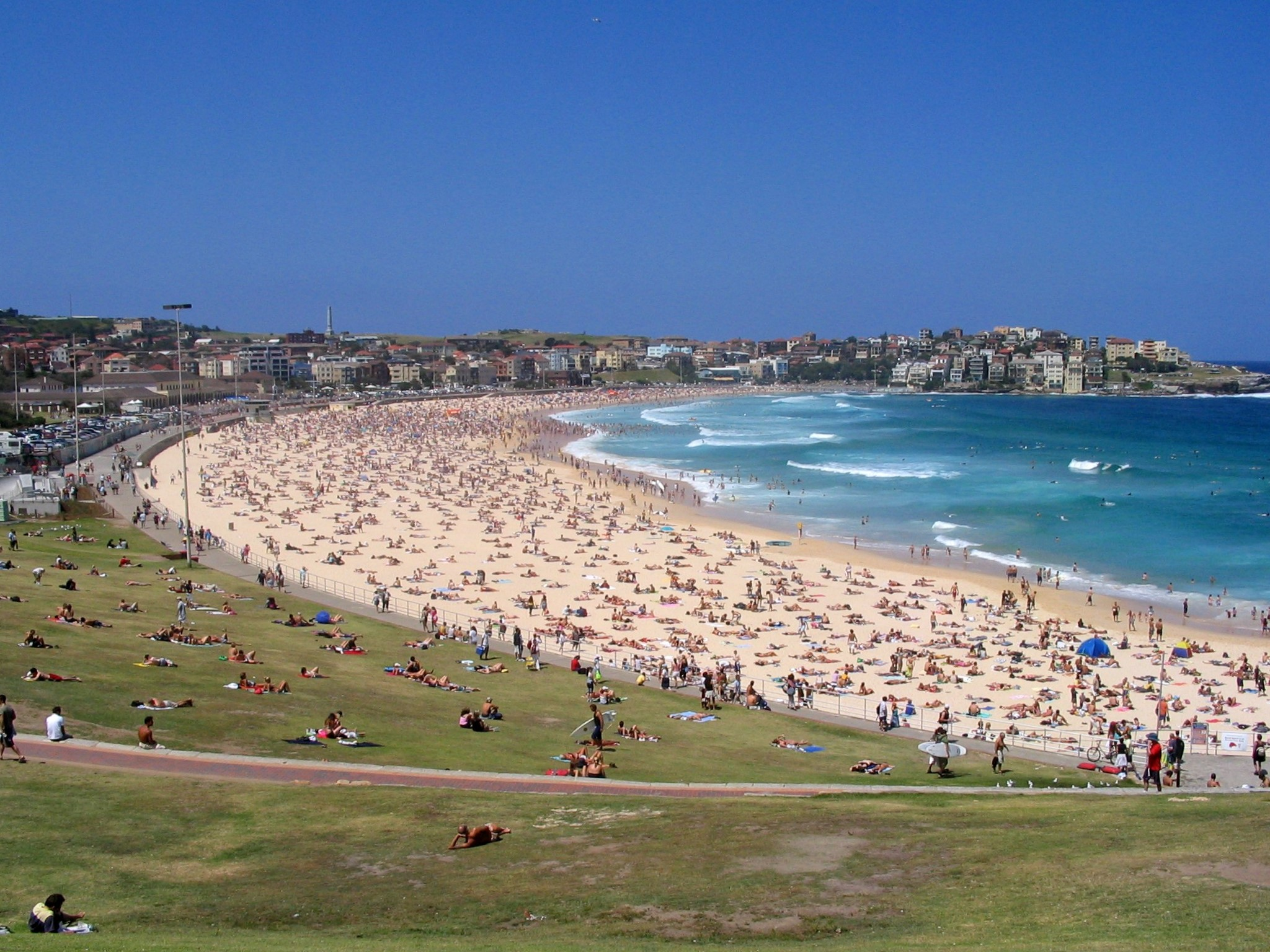
Strände sind beliebte Orte zur Erholung…

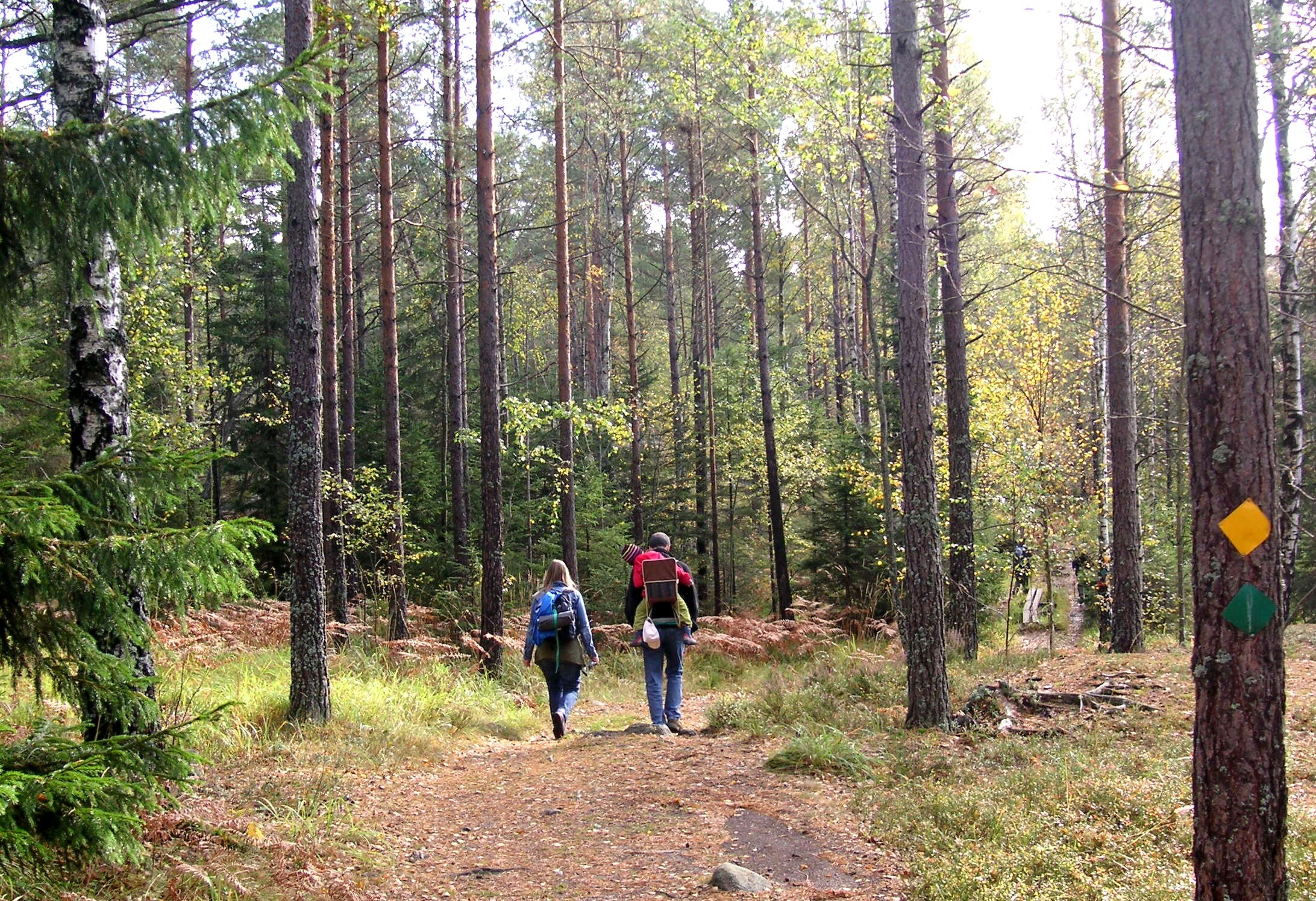
…ebenso wie Wälder

Unter Erholung (Rekreation) versteht man die Rückgewinnung verbrauchter Kräfte und Wiederherstellen der Leistungsfähigkeit.

## Begriff
Der Begriff stammt ursprünglich aus der Medizin und bedeutet „wieder gesund werden“. Mit Erholung wird allgemein der Vorgang bezeichnet, wenn sich ein biologischer Organismus nach einer anstrengenden Tätigkeit, nach körperlicher Ermüdung und geistiger Erschöpfung, aber auch von Verletzungen oder Krankheiten durch eine Ruhephase wieder regeneriert und Kräfte sammelt (Restitutio ad integrum). Zur Erholung im biologisch-medizinischen Sinne gehört also hauptsächlich der Schlaf, Ruhepausen (Entspannung, Refektio) und die Rekonvaleszenz im eigentlichen Sinne.
Der Begriff ist mit dem physiologischen Begriff  Regeneration verwandt. 

## Erholung als Wirtschaftsfaktor
In der Soziologie hat der Ausdruck aber eine eigenständige Bedeutung gewonnen, hier versteht man unter Erholung die Zeitabschnitte, die der Wiederherstellung der sozialen Leistung dienen. In dieser Form kommt recreation ursprünglich aus dem militärischen Bereich, und hat sich in der Zeit der Industrialisierung auf den Kontext der Arbeitskraft als wirtschaftliche Ressource festgelegt. Im Produktionsmanagement ist Erholen (Restitution) eine der zu berücksichtigenden Ablaufarten für den Menschen.

## Erholung als Grundbedürfnis
Die Erkenntnis, dass Erholung nicht im Dienste der Arbeitsfähigkeit, sondern ein Grundbedürfnis ist, ist jüngeren Datums. Nach Artikel 24 der Allgemeinen Erklärung der Menschenrechte ist das „Recht auf Erholung und Freizeit und insbesondere auf eine vernünftige Begrenzung der Arbeitszeit und regelmäßigen bezahlten Urlaub“ ein elementares Menschenrecht.

Pausen sind das älteste Mittel gegen Erschöpfung bei andauernden anstrengenden Tätigkeiten. In zahlreichen Berufen, vom Fluglotsen bis zum Call Center Agenten, werden regelmäßige Kurzpausen bereits praktiziert. In der Chirurgie waren Pausen während einer Operation bislang kein Thema.
Eine 2011 veröffentlichte Studie der Medizinischen Hochschule Hannover (MHH) ergab:
Chirurgen haben weniger Stress, sind leistungsfähiger und machen deutlich weniger Fehler. Durch die Pausen verlängert sich die Operationszeit insgesamt nicht. Das OP-Team bleibt während der Kurzpausen im Operationssaal bei dem Patienten.
Die MHH-Studie untersuchte rund 60 komplexe minimalinvasive operative Eingriffe in der Bauchhöhle (Schlüsselloch-Technik) bei Kindern. Für die Studie wählten die Mediziner ein Pausenschema von 25 zu fünf, das heißt, alle 25 Minuten legte das OP-Team eine fünfminütige Auszeit ein. Die Kontrollgruppe bildeten herkömmliche Operationen ohne Pausen. Untersucht wurden verschiedene Parameter; unter anderem der Ausstoß der Stresshormone Cortison, Adrenalin und Testosteron. Außerdem mussten sich die Chirurgen jeweils vor und nach der OP Konzentrations- und Leistungstests unterziehen und Aussagen darüber machen, wie sie selbst ihre Leistungsfähigkeit und Müdigkeit einschätzen. Während der OP wurde zudem ihre Herzfrequenz aufgezeichnet.

„Die Studie zeigt, dass kurze Unterbrechungen durchweg positive Auswirkungen haben: Chirurgen, die Pausen machen, schütten deutlich weniger Stresshormone aus, die Menge an Kortison beispielsweise ist um 22 Prozent geringer als bei denen, die auf Pausen verzichten. Auch die Leistungsfähigkeit bleibt erhalten. Dem entspricht auch der Eindruck, den die Operateure von sich selbst haben. Sie gaben an, dass sie sich nach einer OP weniger müde fühlen, wenn sie während des Eingriffs kurze Pausen gemacht haben. Auf eine gleichbleibende Leistungsfähigkeit weist darüber hinaus die ausgeglichene Herzfrequenz hin, die bei den pausierenden Chirurgen gemessen wurde. Operateure, die ihre Arbeit regelmäßig unterbrechen, machen außerdem weniger Fehler. Die Fehleranfälligkeit ist dreimal geringer als bei Kollegen, die „durchoperieren“.
Trotz der anfänglichen Skepsis unter den Kollegen hat sich das Kurzpausenschema in der Kinderchirurgie der MHH weitgehend durchgesetzt.“

## Erholungsbetrieb in der Freizeit- und Tourismuswirtschaft
Seit dem mittleren 20. Jahrhundert entwickelt sich die Erholung dann zu einem eigenständigen Faktor des Freizeitwesens. Dabei muss zwischen den Begriffen Freizeit und Erholung unterschieden werden:
- Freizeit ist die gesamte Zeit außerhalb der Arbeits- bzw. Ausbildungszeit und der Zeit, die für den Lebenserhalt (wie Schlafen, Essen, Gesundheitsvorsorge) zur Verfügung steht.
- Erholung sind die Tätigkeiten der Entspannung, sie können Aktivitäten umfassen, oder nicht

Zur Freizeit gehören auch nicht erholsame Tätigkeiten wie Weiterbildung, Training, Arbeiten im Haushalt und Heimwerken, ehrenamtliche Tätigkeiten und Ähnliches. Zur Erholung gehören aber auch beispielsweise die aus dem beruflichen Sozialsystem heraus finanzierten Zeiten oder medizinisch verordnete Maßnahmen der Genesung oder der Kur, die nicht in der Freizeit stattfinden, sondern Verpflichtungen der Arbeitswelt unterliegen.
Tourismus im engeren Sinne umfasst immer Reisetätigkeiten, Freizeit- und Erholungsbetrieb finden auch am Wohnsitz bzw. dem näheren Lebensumfeld statt (Naherholung). Daher unterscheidet man tourismuswirtschaftlich die – wenn auch in großen Teilen jeweils überlappenden – Sektoren Fremdenverkehr, Freizeitsektor und Erholungssektor. So werden etwa als Reisegründe (weltweit) gegeben:
- Freizeit, Erholung und Ferien: 50 %
- Freunde und Verwandte besuchen, Gesundheit und Religion: 26 %
- Geschäftliche Gründe, Aus- und Weiterbildung: 16 %
- Sonstiges: 8 %

Im Tourismusmarketing hat sich aber gezeigt, dass „Freizeitbetrieb“ und „Erholungbetrieb“ in der Rezeption der Klientel zwei – sich durchaus auch widersprechende – Konzepte sind: Während Freizeitbetrieb im Besonderen auch die sportlichen Aktivitäten und kulturelle Veranstaltungen mitumfasst (Aktivurlaub), ist Erholung auf Ruhe fokussiert (Wellness). Daher haben sich Marken der Destination entwickelt, die dem Profil Erholung entsprechen. Dazu gehören beispielsweise:
- Kurort als allgemeine Auszeichnung (Kurfrieden)
- Erholungsort als Tourismusprädikat in Deutschland
- Erholungsdorf als amtlich berechtigte Zusatzbezeichnung in Österreich

## Erholungsraum und Erholungswert in Raumplanung und Naturschutz
Erholung hat sich in der modernen Raumplanung zu einer der wichtigen Anspruchsteller an die Ressourcen an Raum entwickelt. Beide modernen Konzepte der Freizeitgestaltung, aktive Gestaltung und Sport, und Erholung durch Ruhefindung, stellen sich als gleichermaßen raumfordernde, landschaftsintensive Bedürfnisse heraus. Die Erholung fordert im urbanen Raum, wie auch am Land, sowohl Distanz zum Siedlungs-, Verkehr- und Gewerberaum, aber auch Anbindung an dieselben, und eigene Infrastruktur (Sportstätten und -anlagen, Badeplätze, Parkplätze und Ähnliches), aber auch Freiraum. Dabei tritt neben den Gebieten touristischer Erschließung (klassische Fremdenverkehrsgebiete), die seit den 1970ern entstanden sind, zunehmend auch das Naherholungsgebiet, das dem gestiegenen Wohlstand und dem nichttouristischen Erholungsbedürfnis Rechnung trägt, in den Fokus der Raumordnung.
Spiel-, Sport- und Bewegungsbedürfnis treten dabei mit Ruhebedürfnis durchaus in Widerstreit. Und beide Arten der Freizeitgestaltung üben auch zunehmend Druck auf die Anliegen des Naturschutzes aus: Es sind gerade die landschaftlich wertvollen Areale, die auch für die Erholung reizvoll sind. So sehr aber naturnahe Landschaft von hohem Erholungswert ist, so sehr werden Erholung und Freizeitaktivitäten aller Art zum Störfaktor im Sinne des Wildnisgedankens. Hier wird das Naturmanagement zum zentralen Werkzeug sowohl des Naturschutzes als auch der Raumplanung, das für die einzelnen Landschaftsräume – ob stadtnah oder im Hinterland – geeignete Nutzungskonzepte entwickelt, die dem Erholungsbedürfnis dem Menschen ebenso entgegenkommen wie dem der Natur. Während im späteren 20. Jahrhundert die Naturnutzung durch den Menschen – sowohl zu wirtschaftlichen wie zu Erholungszwecken – als Landschaftsschutz neben dem Naturschutz aufgefasst wurde, setzt der moderne Biosphärengedanke darin an, den Raumbedarf des Menschen und der „restlichen“ Natur nicht als Gegensatz, sondern Miteinander zu verstehen.